# Hristo Shopov
Hristo Naumov Shopov (en búlgaro Христо Наумов Шопов; Sofía, 4 de enero de 1964 ) es un actor búlgaro.
Es más conocido por interpretar a Poncio Pilato en la película La Pasión de Cristo de Mel Gibson. Se ha convertido en uno de los actores más exitosos de Bulgaria, haciendo su debut en 1981 con Dishay, choveche (Beathe, Little Man!). Su trabajo incluye muchas películas búlgaras como Vchera (ayer) y Sledvay me (sígueme). También ha aparecido en producciones cinematográficas de bajo presupuesto de los Estados Unidos como Phantom Force, Target of Opportunity y Alien Hunter. En su tierra natal, es más conocido por su papel en la película Vchera que se convirtió en un símbolo de varias generaciones. La película cuenta la historia de los jóvenes búlgaros que estudian en un colegio inglés durante el régimen comunista.
Mary Soan, una asistente del director de la película I Am David, le sugirió que sería adecuado para el papel de Pilato a Shaila Rubin, quien se encontraba trabajando en el casting del filme. Después de tener una breve conversación con Gibson, Shopov consiguió el papel. También se desempeñó el papel de Poncio Pilato en la película de 2006 En busca de la tumba de Cristo.
Recientemente ha encarnado al presidente de Rusia en Command Performance, de 2009, protagonizada y dirigida por Dolph Lundgren.
En 2015 apareció en la película polaca de 2015 Karbala